# Н’Дри, Конан
Кона́н Игна́с Жосели́н Н’Дри (фр. Konan Ignace Jocelyn N'Dri; род. 27 октября 2000) — ивуарийский футболист, полузащитник клуба «Лечче».

## Клубная карьера
Н’Дри — воспитанник сенегальской футбольной Академии «Эспайр». В 2019 году игрок подписал контракт с бельгийсским клубом «Эйпен». 3 марта в матче против «Антверпена» он дебютировал в Жюпиле лиге. 20 января 2021 года в поединке против «Беерсхота» Конан забил свой первый гол за «Эйпен». Летом 2023 года Н’Дри перешёл в «Ауд-Хеверле Лёвен». 29 июля в матче против «Шарлеруа» он дебютировал за новую команду. 